# U Pecurinu
Il Pecurinu è un formaggio francese prodotto in Corsica e simile al pecorino sardo, prodotto con il latte degli allevamenti soprattutto nella zona orientale dell'isola.
Viene stagionato da 45 a 120 giorni e alla fine della stagionatura ha il 29% di materia grassa.